# Sarcophaga spinosa
Sarcophaga spinosa är en tvåvingeart som beskrevs av Li, Ye och Liu 1985. Sarcophaga spinosa ingår i släktet Sarcophaga och familjen köttflugor. Inga underarter finns listade i Catalogue of Life.